# 온금동 큰샘과 비군
온금동 큰샘과 비군은 전라남도 목포시 온금동에 있다. 2012년 5월 21일 목포시의 문화유산 제4호로 지정되었다.

## 개요
온금동 큰 샘은 조선내와 뒤편, 서산초등학교 초입에서 좌측에 입지하고 있는 온금동 마을 중앙에 위치하고 있으며, 우물 뒤편에는 <정인호 불망비>와 <김영수불망비>가 나란히 서 있다.이 우물은 <정인호불망비>와 관련된 유적으로 비문을 통해 1922년(大正 11)에 조성된 것임을 알 수 있다. 현재 큰 샘은 철로 된 뚜껑이 덮혀 있으며, 과거 펌프를 사용한 흔적이 남아있다.